# Шиленков, Сергей Николаевич
Сергей Николаевич Шиленков (18 декабря 1947, Ленинград — 15 июня 2015) — советский легкоатлет, специалист по бегу на короткие дистанции. Выступал на всесоюзном уровне в конце 1960-х — начале 1970-х годов, чемпион СССР в эстафете 4 × 400 метров, победитель первенств всесоюзного и всероссийского значения. Представлял Ленинград и спортивное общество «Буревестник». Также известен как специалист в области организации спортивной и спортивно-оздоровительной работы, спортивной психологии. Кандидат психологических наук.

## Биография
Сергей Шиленков родился 18 декабря 1947 года в Ленинграде. Занимался лёгкой атлетикой во время учёбы в ленинградском Государственном дважды орденоносном институте физической культуры имени П. Ф. Лесгафта, выступал за добровольное спортивное общество «Буревестник».
Наивысшего успеха как спортсмен добился в сезоне 1970 года, когда на чемпионате СССР в Минске вместе с партнёрами по ленинградской команде Александром Ивановым, Юрием Зориным и Борисом Савчуком одержал победу в зачёте эстафеты 4 × 400 метров.
После завершения спортивной карьеры занимался научной и педагогической деятельностью, проявил себя в спортивной психологии, организации спортивной и спортивно-оздоровительной работы. Кандидат психологических наук.
Принимал участие в организации Игр доброй воли 1994 года в Санкт-Петербурге. Заслуженный работник физической культуры Российской Федерации (1996).
Занимал должность проректора по спортивной работе в Санкт-Петербургской государственной академии физической культуры им. П. Ф. Лесгафта.
Умер 15 июня 2015 года в возрасте 67 лет.